# Stig Andersson (skidskytt)
Stig Andersson, född 4 mars 1931, är en svensk före detta skidskytt.
Andersson ingick, tillsammans med Klas Lestander och Tage Lundin, i det svenska stafettlaget som kom trea i den inofficiella stafetten vid VM i skidskytte 1961 som avgjordes i Umeå i Sverige. Andersson deltog även på den individuel la distansen 20 km och kom på en 18:e plats.
SM i skidskytte: 1959 6:a, 1960 1:a guld,1961 1:a guld. 
VM i skidskytte: Umeå 1961 3:a bronsmedalj, tremannalag: Lestander, Lundin, Andersson.
1960 Bergslagspostens guldur för bästa idrottsprestation.
1961 Svenska Dagbladets riksskytte, 10:e plats.
1984 Falukurirens länsskyttetävling, 2:a 1957 - 1961 Vasaloppet, bästa placering 15:e plats, bästa tid 5:03 tim (sista året med träskidor)